# Tux (Autriche)
Pour les articles homonymes, voir Tux (homonymie).
Tux est une commune autrichienne du district de Schwaz dans le Tyrol.

## Géographie
Tux est divisée en cinq sections : Vorderlanersbach, Lanersbach, Juns, Madseit et Hintertux.